# Bestuurlijke indeling van oblast Sverdlovsk
De oblast Sverdlovsk is bestuurlijk onderverdeeld in verschillende bestuurlijke gemeentelijke vormen. Deze zijn onderverdeeld in 5 bestuurlijke regio's (bestuurlijke okroegen) en een aparte bestuurlijke regio voor het bestuurlijk centrum van de oblast.

## Jekaterinenburg
Jekaterinenburg bestaat uit 7 bestuurlijke districten en iets minder dan 30 plaatsen, waarbinnen ongeveer 28% van de bevolking woont van de oblast.

### PGT's onder jurisdictie van Jekaterinenburg
- Severka
- Sjabrovski
- Sjirokaja Retsjka

### Bestuurlijke districten
- Kirovski
- Leninski
- Oktjabrski
- Ordzjonikidzevski
- Tsjalovski
- Verch-Isetski
- Zjeleznodorozjny

## Oostelijke bestuurlijke regio

### Stedelijke districten
- Alapajevsk
- Irbit
- Kamysjlov

### Gemeentelijke districten
- Alapajevski (Алапаевский)
- Artjomovski (Артёмовский)
- Bajkalovski (Байкаловский)
- Irbitski (Ирбитский)
- Kamysjlovski (Камышловский)
- Pysjminski (Пышминский)
- Slobodo-Toerinski (Слободо-Туринский)
- Taborinski (Таборинский)
- Talitski (Талицкий)
- Tavdinski (Тавдинский)
- Toegoelymski (Тугулымский)
- Toerinski (Туринский)

## Zuidelijke bestuurlijke regio

### Stedelijke districten
- Aramil
- Asbest
- Berjozovski
- Kamensk-Oeralski
- Soechoj Log
- Zaretsjny
- Oeralski (nederzetting)
- Reftinski (nederzetting)
- Malysjeva (stedelijke nederzetting)
- Verchneje Doebrovo (stedelijke nederzetting)

### Gemeentelijke districten
- Belojarski (Белоярский)
- Bogdanovitsjski (Богдановичский)
- Kamenski (Каменский)
- Sysertski (Сысертский)
- Rezjevskoj (Режевской) - best. centrum: Rezj

## Mijnbouw-metallurgische bestuurlijke okroeg

### Stedelijke districten
- Verchni Tagil
- Verchnjaja Toera
- Kirovgrad
- Koesjva
- Nizjni Tagil (stadsdistricten: Dzerzjinski, Leninski en Tagilstrojevski)
- Nizjnjaja Salda
- Novo-oeralsk
- Verch-Nejvinski (nederzetting)
- Svobodny (nederzetting)

### Gemeentelijke districten
- Irigorodny (Пригородный)
- Nevjanski (Невьянский)
- Verchnesaldinski (Верхнесалдинский)

## Westelijke bestuurlijke okroeg

### Stedelijke districten
- Pervo-oeralsk
- Verchnjaja Pysjma
- Krasno-oefimsk
- Polevskoj
- Degtjarsk
- Sredneoeralsk
- Bisertskoje (MO)
- Staro-oetkinsk (nederzetting)

### Gemeentelijke districten
- Artinski (Артинский)
- Atsjitski (Ачитский)
- Krasno-oefimski (Красноуфимский)
- Nizjnesergeinski (Нижнесергеинский)
- Revdinski (Ревдинский)
- Sjalinski (Шалинский)

## Noordelijke bestuurlijke okroeg

### Stedelijke districten
- Voltsjansk
- Ivdel
- Karpinsk
- Katsjkanar
- Krasnotoerinsk
- Krasno-oeralsk
- Lesnoj
- Severo-oeralsk
- Serov
- Pelym (nederzetting)

### Gemeentelijke districten
- Garinski (Гаринский)
- Nizjnetoerinski (Нижнетуринский)
- Novoljalinski (Новолялинский)
- Serovski (Серовский)
- Sjalinski (Шалинский)
- Verchotoerski (Верхотурский)